# Aniba perutilis
El comino crespo, comino real, laurel comino, medio comino, chachajo, o punte (Aniba perutilis Hemsl.) es una especie botánica de fanerógama (planta con flor) en la familia de las lauráceas endémica de Colombia; donde ha sido encontrada entre el nivel del mar y los 2400 m de altitud en diversos departamentos. Es una planta maderable, motivo por el cual se encuentra amenazada. Su madera es finísima, resistente al comején; de hecho, en latín, perutilis significa muy útil.